# Vladislav Grinev
Vladislav Sergejevitsj Grinev (Russisch: Владислав Сергеевич Гринев) (Moskou, 21 juli 1996) is een Russische zwemmer.

## Carrière
Bij zijn internationale debuut, op de Europese kampioenschappen zwemmen 2018 in Glasgow, eindigde Grinev als vierde op de 100 meter vrije slag. Op de 4×100 meter vrije slag gemengd veroverde hij samen met Kliment Kolesnikov, Maria Kameneva en Arina Openysjeva de bronzen medaille. Samen met Ivan Koezmenko, Sergej Fesikov en Andrej Zjilkin zwom hij in de series van de 4×100 meter vrije slag, in de finale sleepten Jevgeni Rylov, Danila Izotov, Vladimir Morozov en Kliment Kolesnikov de Europese titel in de wacht. Op de 4×100 meter wisselslag zwom hij samen met Jevgeni Rylov, Kirill Prigoda en Aleksandr Sadovnikov in de series, in de finale legden Kliment Kolesnikov, Anton Tsjoepkov, Jegor Koejmov en Vladimir Morozov beslag op de zilveren medaille. Voor zijn aandeel in de series van beide estafettes ontving Grinev een gouden en zilveren medaille. Op de wereldkampioenschappen kortebaanzwemmen 2018 in Hangzhou eindigde hij als vierde op de 100 meter vrije slag, op de 4×100 meter vrije slag behaalde hij samen met Sergej Fesikov, Vladimir Morozov en Kliment Kolesnikov de zilveren medaille. Samen met Michail Dovgaljoek, Ivan Girev en Aleksandr Krasnych zwom hij in de series van de 4×200 meter vrije slag, in de finale veroverden Girev en Krasnych samen met Martin Maljoetin en Michail Vekovisjtsjev de zilveren medaille. Op de 4×100 meter wisselslag zwom hij samen met Andrej Sjabasov, Oleg Kostin en Aleksandr Charlanov in de series, in de finale sleepten Kliment Kolesnikov, Kirill Prigoda, Michail Vekovisjtsjev en Vladimir Morozov de zilveren medaille in de wacht. Voor zijn aandeel in de series van beide estafettes werd hij beloond met twee zilveren medailles.
Tijdens de wereldkampioenschappen zwemmen 2019 in Gwangju veroverde de Rus de bronzen medaille op de 100 meter vrije slag, op de 50 meter vrije slag strandde hij in de series. Samen met Vladimir Morozov, Kliment Kolesnikov en Jevgeni Rylov behaalde hij de zilveren medaille op de 4×100 meter vrije slag, op de 4×100 meter vrije slag gemengd eindigde hij samen met Vladimir Morozov, Maria Kameneva en Darja Oestinova op de vijfde plaats. Samen met Kliment Kolesnikov, Anton Tsjoepkov en Michail Vekovisjtsjev zwom hij in de series van de 4×100 meter wisselslag, in de finale legden Jevgeni Rylov, Kirill Prigoda, Andrej Minakov en Vladimir Morozov beslag op de bronzen medaille. Voor zijn aandeel in de series van de wisselslagestafette ontving de Rus de bronzen medaille.

## Internationale toernooien
| Jaar | Olympische Spelen | WK langebaan | WK kortebaan | EK langebaan | EK kortebaan |
| ---- | ----------------- | --- | --- | --- | ------------ |
| 2018 |                   | | 4e 100m vrije slag · 4×100m vrije slag · 4×200m vrije slag · Grinev zwom enkel de series · 4×100m wisselslag · Grinev zwom enkel de series | 4e 100m vrije slag · 4×100m vrije slag · Grinev zwom enkel de series · 4×100m wisselslag · Grinev zwom enkel de series · 4×100m vrije slag gemengd |              |
| 2019 |                   | 31e 50m vrije slag · 100m vrije slag · 4×100m vrije slag · 4×100m wisselslag · Grinev zwom enkel de series · 5e 4×100m vrije slag gemengd | | | 4-8 december |

## Persoonlijke records
Bijgewerkt tot en met 12 april 2019
Kortebaan
| Afstand         | Tijd  | Datum            | Plaats   |
| --------------- | ----- | ---------------- | -------- |
| 50m vrije slag  | 21,58 | 10 november 2018 | Kazan    |
| 100m vrije slag | 45,92 | 15 december 2018 | Hangzhou |

Langebaan
| Afstand         | Tijd  | Datum         | Plaats |
| --------------- | ----- | ------------- | ------ |
| 50m vrije slag  | 22,13 | 12 april 2019 | Moskou |
| 100m vrije slag | 47,43 | 9 april 2019  | Moskou |